# فلويد روبرتس
فلويد روبرتس (بالإنجليزية: Floyd Roberts) هو مهندس أمريكي، ولد في 12 فبراير 1900 في جيمستاون في الولايات المتحدة، وتوفي في 30 مايو 1939 في Indiana University Health Methodist Hospital ‏ في الولايات المتحدة.

## روابط خارجية
- فلويد روبرتس على موقع Racing-Reference.info (الإنجليزية)
- فلويد روبرتس على موقع DriverDB.com (الإنجليزية)